# Sugar Baby Love (chanson des Rubettes)
Cet article concerne la chanson des Rubettes. Pour la version en japonais de Wink, voir Sugar Baby Love.
Singles de The Rubettes
Tonight (en)
(1974)
Sugar Baby Love est une chanson du groupe anglais The Rubettes. C'est le premier single du groupe, sorti le 1er mars 1974, et édité par Polydor. Elle est ensuite incluse dans le premier album du groupe, Wear It's At. C'est le seul single numéro un du groupe au UK Singles Chart, passant quatre semaines au sommet du classement en mai 1974.

## Genèse du morceau
Le titre est écrit par Wayne Bickerton (en) et Tony Waddington (en), deux anciens membres de The Pete Best Four. Les auteurs le proposent au comité de sélection britannique pour le concours Eurovision de la chanson, mais le morceau n'est pas retenu par le jury.
En 1973, les futurs membres des Rubettes, qui travaillent en tant que musiciens de studio pour la maison de disques Polydor, enregistrent une version démo de Sugar Baby Love. La chanson est offerte par le label au groupe pop Showaddywaddy (en), qui n'est pas intéressé. Les producteurs font alors appel aux musiciens ayant joué sur la maquette et décident alors d'exploiter le morceau, ils fondent The Rubettes. Le fausset Sugar Baby Love est crédité à Paul Da Vinci (vrai nom : Paul Prewer), mais il ne souhaite pas faire partie du groupe. La formation est constituée d'Alan Williams au chant, Tony Thorpe à la guitare, Mick Clarke à la basse, Bill Hurd et Peter Arnesen aux claviers et John Richardson à la batterie.

## Ventes
Sugar Baby Love est le premier single des Rubettes, il se classe premier des ventes au Royaume-Uni en 1974 et conserve la tête du classement durant cinq semaines. Aux États-Unis, il obtient la 37e place du Billboard Hot 100. En fin d'année, les ventes du disque atteignent les 500 000 exemplaires au Royaume-Uni et plus de 3 millions dans le monde. En 2005, les ventes globales de Sugar Baby Love ont atteint les 8 millions d'exemplaires.

## Liste des titres
| A. | Sugar Baby Love        | 3:33 |
| B. | You Could Have Told Me | 2:49 |

## Crédits
- Paul Da Vinci – chant
- Alan Williams – chœurs, guitare
- John Richardson – batterie, chœurs
- Pete Arnesen – piano
- Wayne Bickerton – écriture, production
- Tony Waddington – écriture
- Gerry Shury – arrangements

## Classements
| Classement (1974–75)                    | Meilleure position |
| --------------------------------------- | ------------------ |
| Afrique du Sud (Springbok Top 20)       | 2                  |
| Allemagne de l'Ouest (Media Control)    | 1                  |
| Argentine (Prensario)                   | 6                  |
| Australie (Kent Music Report)           | 2                  |
| Autriche (Ö3 Austria Top 40)            | 1                  |
| Belgique (Flandre Ultratop 50 Singles)  | 1                  |
| Belgique (Wallonie Ultratop 50 Singles) | 1                  |
| Canada (Top Singles)                    | 25                 |
| Danemark (IFPI)                         | 1                  |
| Espagne (AFYVE)                         | 2                  |
| États-Unis (Hot 100)                    | 37                 |
| Finlande (Suomen virallinen lista)      | 2                  |
| France (IFOP)                           | 1                  |
| Irlande (IRMA)                          | 3                  |
| Italie (Musica e dischi)                | 2                  |
| Norvège (VG-lista)                      | 2                  |
| Nouvelle-Zélande (RMNZ)                 | 2                  |
| Pays-Bas (Nederlandse Top 40)           | 1                  |
| Pays-Bas (Nationale Hitparade)          | 1                  |
| Rhodésie (Hits of the Week)             | 1                  |
| Royaume-Uni (UK Singles Chart)          | 1                  |
| Suisse (Schweizer Hitparade)            | 1                  |
| Turquie (Hey Top 40)                    | 8                  |
| Yougoslavie (Džuboks)                   | 2                  |

| Classement (1974)                    | Position |
| ------------------------------------ | -------- |
| Allemagne de l'Ouest (Media Control) | 1        |
| Australie (Kent Music Report),       | 21       |
| Autriche (Ö3 Austria Top 40)         | 3        |
| Belgique (Flandre Ultratop)          | 4        |
| Canada (Top Singles)                 | 199      |
| France (SNEP)                        | 6        |
| Pays-Bas (Nederlandse Top 40)        | 2        |
| Pays-Bas (Nationale Hitparade)       | 2        |
| Royaume-Uni (UK Singles Chart)       | 8        |
| Suisse (Schweizer Hitparade)         | 3        |

| Classement (1975)        | Position |
| ------------------------ | -------- |
| Italie (Musica e dischi) | 14       |

## Version de Dave
Singles de Dave
Mille et une vies
(1974) Vanina
(1974)
En 1974, alors que Sugar Baby Love est un véritable succès en Europe, le directeur français de la maison de disque des Rubettes ne croit pas en son succès en France et confie l'adaptation au chanteur néerlandais francophone Dave qui enregistre Trop beau, l'adaptation française de ce morceau. Ce sera son premier grand succès. Ce succès alarmera la maison de disque Polydor qui va renvoyer le directeur français de Polygram et va sortir en catastrophe en France la version originale du groupe.
Dave enregistre également une reprise en anglais de Sugar Baby Love, qui rencontre notamment plus de succès au Brésil que la version originale des Rubettes en atteignant la première place. Par la suite, une adaptation en espagnol est enregistrée et sortie en 1975 en Espagne, ainsi qu'une nouvelle adaptation française en 2011 sur son album Blue-Eyed Soul!.

### Liste des titres
| A. | Trop beau (Sugar Baby Love) | 3:45 |
| B. | Tu ne mérites pas ta chance | 3:00 |

| A. | Sugar Baby Love | 3:45 |
| B. | The Same Song   | 2:15 |

| A. | Sugar Baby Love (version en espagnol) | 3:45 |
| B. | La misma canción                      | 2:15 |

### Crédits
- Dave – chant
- Patrick Loiseau – paroles (adaptation), pochette
- Wayne Bickerton, Tony Waddington – composition
- Guy Mattéoni – arrangements, chef d'orchestre
- Jean-Jacques Souplet – réalisateur artistique

### Classements
| Classement (1974)                       | Meilleure position |
| --------------------------------------- | ------------------ |
| Belgique (Wallonie Ultratop 50 Singles) | 19                 |
| France (IFOP)                           | 13                 |

| Classement (1974)                       | Meilleure position |
| --------------------------------------- | ------------------ |
| Belgique (Wallonie Ultratop 50 Singles) | 19                 |
| Brésil (IBOPE)                          | 1                  |
| France (IFOP)                           | 12                 |

| Classement (1974)             | Position |
| ----------------------------- | -------- |
| France (SNEP) Sugar Baby Love | 37       |
| France (SNEP) Trop beau       | 92       |

## Version de Wink
La chanson est adaptée en japonais par le groupe Wink et sort en single en 1988 sous le même titre (Sugar Baby Love) ; elle figure aussi sur son album Moonlight Serenade, et en version remixée sur son mini-album At Heel Diamonds, sortis la même année.

## Au cinéma
Sauf indication contraire, les informations mentionnées dans cette section peuvent être confirmées par le générique de fin de l'œuvre audiovisuelle présentée ici, ainsi que par la base de données cinématographiques IMDb,  présente dans la section « Liens externes ».
- 1994 : Muriel, le film franco-australien de  Paul John Hogan.
- 2008 : Les Liens du sang de Jacques Maillot - illustration d'une scène dansante dans le salon avec François Cluzet
- 2009 : Last Cowboy Standing (en) : Sugar Baby Love illustration d'une scène dans laquelle deux frères de 6 et 9 ans font les pitres pour dérider leur mère sur ce morceau contemporain de l'action du film.